# 오니츠카 치히로
오니츠카 치히로(鬼束 ちひろ 오니쓰카 지히로[*], 1980년 10월 30일~)는 일본의 여성 싱어송라이터이다.
2000년 2월 싱글 《샤인》으로 데뷔했다.

## 음반 목록

### 싱글
1. 샤인
2. 겟코
3. Cage
4. 메마이/edge
5. infection/LITTLE BEAT RIFLE
6. 류세이군
7. Sign
8. Beautiful Fighter
9. 이이히타비다치·니시헤
10. 와타시토 와루츠오
  - 싱글 BOX
11. 소다츠 잣소
12. everyhome
13. 보쿠라 바라이로노 히비
14. 호타루 (2008)
15. X / 라스트 멜로디 (2009년 5월 20일)
16. 카에리미치오나쿠시테 (2009년 7월 22일)
17. 카게로 (2009년 9월 2일)
18. Aoi Tori (2011년 4월 6일)

### 정규 음반
1. 《Insomnia》 (2001년) - 앨범리뷰
2. 《This Armor》 (2002년)
3. 《Sugar High》 (2002년)
4. 《LAS VEGAS》 (2007년)
5. 《DOROTHY》 (2009년 10월 28일)
6. 《Ken to Kaede》 (2011년 4월 20일)